# Гавриловська (Коноський район)
Гавриловська (рос. Гавриловская) — присілок в Коноському районі Архангельської області Російської Федерації.
Населення становить 22 особи. Входить до складу муніципального утворення Климовське сільське поселення.

## Історія
Від 2004 року входить до складу муніципального утворення Климовське сільське поселення.

## Населення
| 2002 | 2010 | 2012 |
| ---- | ---- | ---- |
| 29   | ↘22  | →22  |